# E.P.G. 3 (Zweitbesetzung)
Die Tenderlokomotive E.P.G. 3 in zweiter Besetzung war eine Dampflokomotive mit der Achsfolge D, die 1920 von Hanomag an die Kreisbahn Emden–Pewsum–Greetsiel geliefert wurde.
Die Lokomotive war bis 1957 in Betrieb und wurde dann ausgemustert sowie verschrottet.

## Geschichte
Die Lokomotive war die einzige vierachsige Lokomotive der Kreisbahn Emden–Pewsum–Greetsiel. Sie trug die Nummer 3II und den Namen Greetsiel ebenfalls in zweiter Besetzung. Mit diese Bezeichnungen hat es bereits ab 1906 eine zweifach gekuppelte Lokomotive von Borsig gegeben, die bereits 1916 wieder verkauft wurde. Nach dem Zweiten Weltkrieg wurde die Lokomotive GreetsielII nach dem Nummernplan des Niedersächsischen Landeseisenbahnamtes mit 51 bezeichnet.
Der Verkehr auf der Strecke war nie sehr stark und stellte an die Lokomotive keine großen Anforderungen. Da Hanomag zu Beginn der 1920er Jahre entscheidend bei der Entwicklung der ELNA-Lokomotiven mitgewirkt hat, lag auch der Entwurf einer Typenreihe für Schmalspurlokomotiven vor, auf dessen Grundlage die Lokomotive gebaut wurde.
Die Lok GreetsielII versah ihren Dienst bis 1957.

## Technik
Die Nassdampf-Lokomotive war nach den Vorlagen der Preußischen Staatseisenbahnen entstanden. Sie besaß einen Blechrahmen, der als Wasserkastenrahmen ausgebildet war. Ein Teil der Wasservorräte war bei der Lok in den seitlichen Behältern untergebracht, die zur Verbesserung der Sichtverhältnisse für Lokführer und Heizer vorn abgeschrägt waren. Die Kohlevorräte waren hinter dem Führerhaus gebunkert. Angetrieben wurde bei der Lok die dritte Achse.
Die Lok besaß einen schlanken hochliegenden Kessel mit stählernen Heizrohren und eine Kupfer-Feuerbüchse mit ebenem Rost. Gespeist wurde der Kessel durch zwei Strahlpumpen. Die Kesselaufbauten waren ein Sicherheitsventil, ein Dampf- sowie ein Sanddom, der die erste Achse von vorn sowie die Treibachse von hinten mechanisch sandete. Die Lokomotive war mit der Heberleinbremse für den Zug sowie einer Dampfbremse und einer Handbremse ausgerüstet, ferner mit einem Zentralschmierapparat, einem Dampfläutewerk, einer Dampfpfeife sowie mit einer Zugheizeinrichtung.